# Anthony Jackson-Hamel
Anthony Jackson-Hamel (Quebec, 2 augustus 1993) is een Canadees betaald voetballer die uitkomt voor Montreal Impact in de Major League Soccer.

## Clubcarrière
Jackson-Hamel genoot zijn opleiding bij Montreal Impact en tekende op 1 augustus 2014 een contract bij het eerste team. Zijn debuut maakte hij op 2 augustus 2014 als invaller tegen Toronto FC. Op 13 september 2014 kreeg hij tegen New England Revolution zijn eerste basisplaats toegewezen. In zijn eerste seizoen speelde hij in totaal in vier competitiewedstrijden.